# Monti del Barguzin
I Monti del Barguzin (in russo Баргузинский хребет, Barguzinskij chrebet), o Monti Bargusin, sono una catena montuosa della Russia siberiana orientale. Si trovano in Buriazia.
Si allungano per 280 km lungo la costa nordorientale del lago Bajkal; la valle del fiume omonimo li separa dalla piccola catena montuosa dei monti Ikatskij, mentre a nordest toccano le propaggini occidentali dell'altopiano Stanovoj. Hanno una quota media di circa 2.000 metri, culminando ai 2.840; nella catena, si trovano numerose sorgenti di acque minerali.
Sono coperti da vegetazione forestale con prevalenza di conifere (taiga) fino ai 1.400-1.800 metri di quota sul versante orientale, fino ai 1.200-1.400 su quello occidentale, con estati più fresche a causa della grande massa d'acqua del Bajkal; oltre queste quote, si stende la tundra montana. Gli ecosistemi di una parte del versante occidentale sono protetti nella grande Riserva Naturale del Barguzin.
Il clima molto freddo spiega i bassissimi livelli di popolamento dell'intera catena.